# Кулішівська сільська рада (Ємільчинський район)
Кулішівська сільська рада — колишня адміністративно-територіальна одиниця та орган місцевого самоврядування у Городницькому і Ємільчинському районах Коростенської і Волинської округ, Київської й Житомирської областей Української РСР та України з адміністративним центром у с. Куліші.

## Населені пункти
Сільській раді були підпорядковані населені пункти:
- с. Куліші
- с. Красногірка
- с. Нараївка
- с. Хутір-Мокляки

## Населення
Кількість населення ради, станом на 1923 рік, становила 3 242 особи, кількість дворів — 533.
Відповідно до результатів перепису населення СРСР, кількість населення ради, станом на 12 січня 1989 року, становила 2 438 осіб.
Станом на 5 грудня 2001 року, відповідно до перепису населення України, кількість мешканців сільської ради становила 2 012 осіб.

## Склад ради
Рада складалась з 16 депутатів та голови.

### Керівний склад сільської ради
| ПІБ                           | Основні відомості                                                         | Дата обрання | Дата звільнення |
| ----------------------------- | ------------------------------------------------------------------------- | ------------ | --------------- |
| Левченко Олександр Сергійович | Сільський голова, 1962 року народження, освіта, член Партії регіонів      | 26.03.2006   | 31.10.2010      |
| Левченко Олександр Сергійович | Сільський голова, 1965 року народження, освіта вища, член Партії регіонів | 31.10.2010   |                 |

Примітка: таблиця складена за даними джерела

## Історія
Створена 1923 року в складі сіл Куліші та Цицелівка Сербівської волості Новоград-Волинського повіту Волинської губернії.
Станом на 1 вересня 1946 року сільська рада входила до складу Ємільчинського району Житомирської області, на обліку в раді перебували села Куліші та Цицелівка.
29 квітня 1958 року, відповідно до рішення Житомирського облвиконкому № 385 «Про внесення змін в адміністративно-територіальний поділ Дзержинського і Ємільчинського районів», с. Цицелівка передане до складу Сербо-Слобідської сільської ради Ємільчинського району. 5 березня 1959 року, відповідно до рішення Житомирського облвиконкому № 161 «Про ліквідацію та зміну адміністративно-територіального поділу окремих рад області», до складу ради передане с. Хутір-Мокляки Нараївської сільської ради. 29 червня 1960 року, відповідно до рішення Житомирського облвиконкому № 672 «Про зміни в адміністративно-територіальному поділі Ємільчинського району», до складу ради включено села Красногірка та Нараївка ліквідованої Нараївської сільської ради Ємільчинського району.
На 1 січня 1972 року сільська рада входила до складу Ємільчинського району Житомирської області, на обліку в раді перебували села Красногірка, Куліші, Нараївка та Хутір-Мокляки.
Припинила існування 14 листопада 2017 року через об'єднання до складу Ємільчинської селищної територіальної громади Ємільчинського району Житомирської області.
Входила до складу Городницького (7.03.1923 р.) та Ємільчинського (22.02.1928 р.) районів.